# Scarlat Struțeanu
Scarlat Struțeanu (n. 20 decembrie 1891, București, România – d. 5 februarie 1947, București, România) a fost un estetician, critic și istoric literar român.

## Biografie
S-a născut la București, ca fiu al funcționarului de origine germană Alexandru Strauss-Struțeanu, și al soției sale, Olimpia (n. Bitowonsky), care avea origine poloneză. Tatăl lui își schimbase numele din Strauss în Struțeanu și se trăgea dintr-un Joseph Strauss care a trăit prin secolul al XVIII-lea. Scarlat a urmat studii secundare la liceele „Sf. Sava” și „Gh. Lazăr” din București, iar, după absolvirea lor în 1912, a urmat o carieră militară meteorică pe care a încheiat-o cu gradul de căpitan de cavalerie. A luptat în Primul Război Mondial și a trecut înot Dunărea pe la Turtucaia. A studiat apoi la Facultatea de Litere și Filosofie a Universității din București, absolvind studiile de licență în 1919 și obținându-și doctoratul în filologie în 1924 cu teza Încercarea critică asupra comicului dramatic la Caragiale, elaborată sub coordonarea profesorului Mihail Dragomirescu. S-a căsătorit la 14 iunie 1919 cu Fulvia (1891–1974), fiica mai mică a lui Ioan Slavici, cu care a avut trei băieți: Mircea (n. 1920) , Alexandru (1921–1996) și Ioan (n. 1926).
După absolvirea facultății, a lucrat ca asistent al lui Mihail Dragomirescu (1919–1927) la catedra de estetică a Universității din București și ca profesor la liceele „Mihai Viteazul” și „Sfântul Andrei” din București. Printre elevii săi s-a aflat viitorul critic literar Traian Șelmaru.

## Activitatea publicistică
A colaborat la publicațiile Adevărul literar și artistic, Convorbiri literare, Flacăra, Letopiseți (pe care a fondat-o împreună cu Perpessicius și Dragoș Protopopescu), Mișcarea literară, Mugurul, Ramuri, Revista Fundațiilor Regale, Universul literar ș.a. A devenit membru al Societății Scriitorilor Români în 1923.
Struțeanu a semnat începând din noiembrie 1924 cronica literară din Mișcarea literară (condusă de Liviu Rebreanu), fiind însă o alegere „nefericită”, potrivit criticului Zigu Ornea, deoarece făcea parte din anturajul lui Mihail Dragomirescu, ceea ce a determinat înlocuirea sa de la nr. 15 al revistei cu Ion Marin Sadoveanu și apoi de la nr. 20 cu Perpessicius. A urmat apoi o direcție critică istoricistă și comparatistă, opusă direcției metafizice a lui Dragomirescu.
A publicat câteva lucrări de estetică și de critică literară (Încercare critică asupra comicului dramatic la Caragiale, 1924; Teoria imitațiunii și a clarului confuz în estetică, 1925; Istoria națională romanțată în opera lui Al. Odobescu, 1936) și a îngrijit ediții din scrierile lui Ioan Slavici (Nuvele. Comentarii asupra omului și operei, 1930), Alexandru Odobescu (Opere literare, 1938), I. L. Caragiale (Opere alese, I–II, 1940) și Petre Ispirescu (Legendele sau basmele românilor, 1942). Ediția scrierilor lui Odobescu era considerată de George Călinescu a fi „foarte puțin critică”. Struțeanu avea o părere destul de proastă despre opera literară a lui Camil Petrescu, spunându-i confratelui mai tânăr Octav Șuluțiu că „Ceea ce e bun, nu-i al lui, ce-i al lui, nu e bun!”. El intenționa, de asemenea, să elaboreze un studiu asupra „supraviețuirii cultului lui Zalmoxis în poezia noastră poporană”.
Criticul contemporan Eugen Lovinescu îl considera pe Scarlat Struțeanu un „simbol al necinstei profesionale și al lipsei de constrângere în fața evidenței”, deoarece într-o cronică literară din 1921 a atribuit schița „Legea progresului” de Gheorghe Brăescu lui I.L. Caragiale și apoi, după ce a fost dezvăluită confuzia pe care o făcuse, s-a apărat afirmând că eroarea lui era intenționată deoarece foiletonul era scris în bătaie de joc pentru a-l ironiza pe un anumit critic.

## Opera
- Încercare critică asupra comicului dramatic la Caragiale, Imprimeria Fundației Culturale „Principele Carol”, București, 1924;
- Teoria imitațiunii și a clarului confuz în estetică, Editura Institutului de Literatură, București, 1925;
- Istoria națională romanțată în opera lui Al. Odobescu, Craiova, 1936.